# Coronarchiv
Das Coronarchiv (Eigenschreibweise: coronarchiv) ist ein Ende März 2020 von den Universitäten Hamburg, Bochum und Gießen initiiertes digitales Public-History-Projekt. Ziel des Projekts ist die fortlaufende Sammlung, Archivierung, Kontextualisierung und langfristige Bereitstellung von persönlichen Erinnerungen, Alltagserfahrungen und Fundstücken zur „Corona-Krise“. Eine möglichst vielfältige Dokumentation soll damit zur Pluralität und Diversität zukünftiger Erinnerung beitragen und diese anregen.

## Inhalt, Aufbau und Ziel des Archivs
Das coronarchiv ist ein freies und offenes Onlineportal, zu dem jeder beitragen kann und das jedem zugänglich ist. Prinzipiell kann alles, was digital vorliegt oder sich digitalisieren lässt, hochgeladen werden: Texte, wie Tagebücher, „Corona-Collagen“, Briefe, E-Mails, Gedichte, Artikel in Zeitungen und Zeitschriften, Einkaufszettel, Einladungen (bspw. zu „Corona-Partys“), Einsatzberichte, Aushänge, Warnhinweise (bspw. zur räumlichen Distanzierung), Verordnungen sowie Fotos, Zeichnungen, Bilder, Videos, Aushänge, Speisekarten, Chats und Social-Media-Posts bis hin zu Sprachnachrichten, Songs und Lesungen.
Technische Grundlage des Archivs ist das Open Source Content-Management-System Omeka S.
Das Online-Archiv, das sich seit Ende März 2020 im Aufbau befindet und zunächst auf Deutsch startet, soll künftig um weitere Sprachen ergänzt werden. Gesucht werden auch freiwillige „Corona-Archivare“, die aktiv an dem Projekt mitwirken.
Es ist geplant, nach Beendigung des Projekts die gesammelten digitalen und nicht-digitalen Materialien den kooperierenden Museumspartnern zur Verfügung zu stellen.
Die Dokumentation unterschiedlicher Aspekte des Krisenalltags soll insbesondere der künftigen zeithistorischen Forschung und politischen Bildung dienen.

## Projektleitung
Projektleiter des Archivs sind:
- Christian Bunnenberg, Professur Didaktik der Geschichte an der Ruhr-Universität Bochum
- Benjamin Roers[24], International Graduate Centre for the Study of Culture (GCSC) an der Justus-Liebig-Universität Gießen[25]
- Thorsten Logge[26][27], Professur für Public History an der Universität Hamburg
- Nils Steffen, Wissenschaftlicher Mitarbeiter in Fach Public History an der Universität Hamburg

## Kooperationspartner des Archivs
- Körber-Stiftung / Geschichtswettbewerb des Bundespräsidenten[28][29][30][31]
- Medizinhistorisches Museum Hamburg[32]
- Museum für Hamburgische Geschichte
- Landesmuseum Württemberg[33][34][35]
- Landeszentrale für politische Bildung Hamburg[36]
- Schleswig-Holsteinische Landesbibliothek[37]

## Ähnliche Projekte und Sammlungsaufrufe

### Deutschland

#### Baden-Württemberg
- Das Stadtarchiv Pforzheim dokumentiert Zeugnisse der Corona-Krise.[38]
- Das Archiv des Landkreises Heilbronn ruft zur Beteiligung am coronarchiv auf.[39][40]
- Studierende am Institut für Kulturanthropologie und Europäische Ethnologie an der Albert-Ludwigs-Universität Freiburg initiieren ein Mitmach-Blog zur Corona-Krise.[41]

#### Bayern
- Das Münchner Stadtmuseum sammelt als Gedächtnis der Stadt und seiner Geschichte wie und was sich in München in Zeiten des Coronavirus verändert.[42]
- Das Stadt- und Stiftsarchiv Aschaffenburg dokumentiert die Corona-Krise.[43][44]
- Das Fichtelgebirgsmuseum in Wunsiedel plant ein Archiv über die Corona-Zeit.[45]
- Das Puppenmuseum Coburg startet einen Sammelaufruf zum Kinderalltag in Corona-Zeiten.[46]
- Das Museum Erding sammelt Objekte der Corona-Krise.[47]
- Das RegioWiki FürthWiki erstellt online eine Chronik über die Ereignisse im Stadtgebiet der Kreisfreien Stadt Fürth, incl. einer umfangreichen Dokumenten- und Bildsammlung.[48]

#### Berlin
- Das Museum Europäischer Kulturen hat den Sammelaufruf #CollectingCorona gestartet.[49][50][51]
- Das Wissenschaftszentrum Berlin für Sozialforschung hat eine Online-Umfrage zur Auswirkung der Corona-Krise im Alltag gestartet.[52][53]
- Das Stadtmuseum Berlin startet den Sammlungsaufruf "Berlin Jetzt !"[54]
- Das Jüdische Museum Berlin startet den Sammlungsaufruf "Pessach in Zeiten von Corona".[55]
- Fritz Backhaus, Direktor der Sammlungen des Deutschen Historischen Museums, sieht in Corona ein neues Sammlungsgebiet für das Museum.[56][57]

#### Hessen
- Das Historische Museum Frankfurt hat, bezogen auf die Stadt Frankfurt am Main, zur digitalen Sammlung von Corona-Materialien aufgerufen.[58][59][60]
- Das Stadtarchiv Darmstadt ruft zur Beteiligung am coronarchiv auf.[61][62]
- Die Stadt Gelnhausen beteiligt sich am coronarchiv.[63][64][65]
- Die Stadt Hanau ruft zur Beteiligung am coronarchiv auf.[66][67]

#### Mecklenburg-Vorpommern

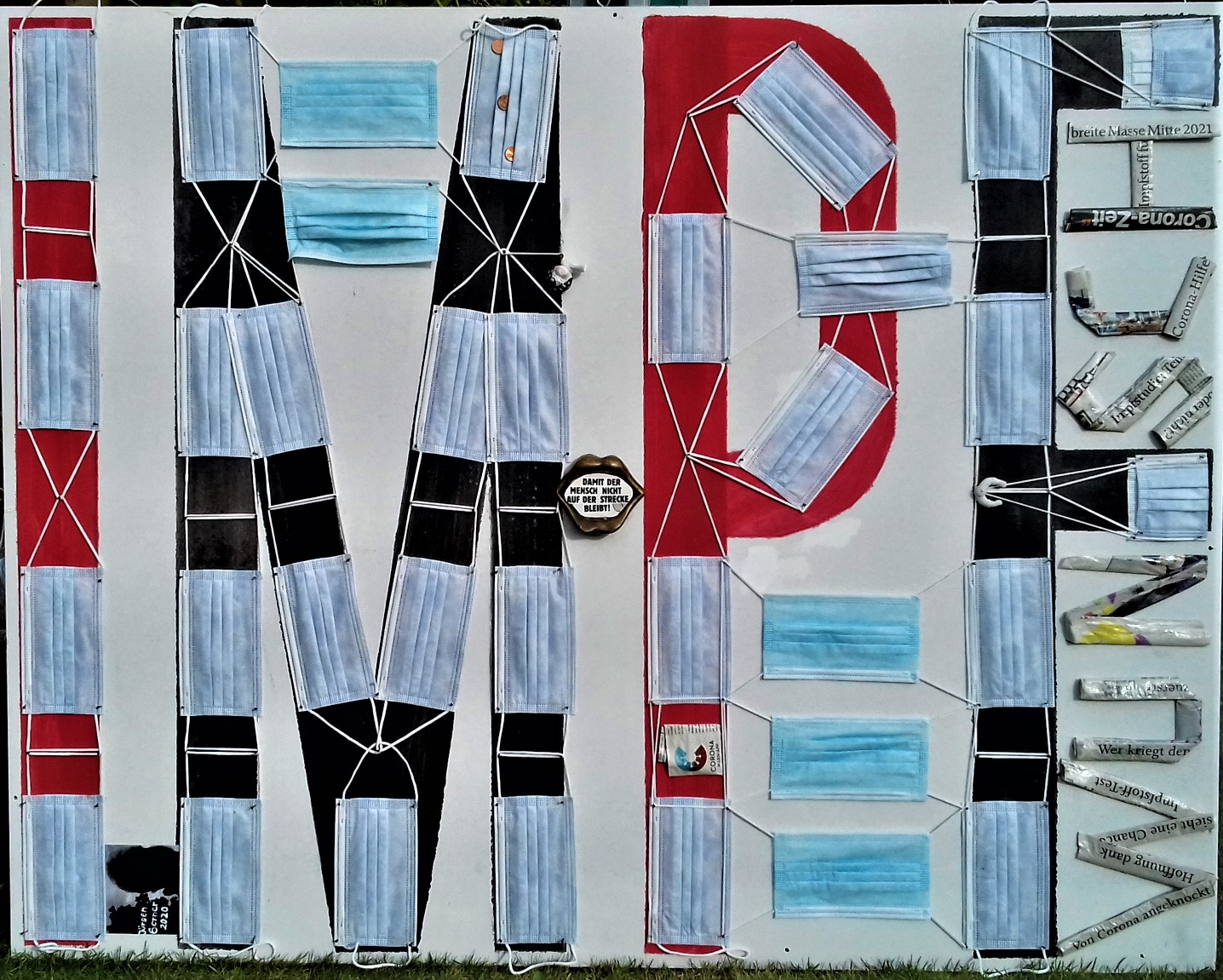
IMPF-WUNSCH 2020

- Die landesweite Ausstellung KUNST HEUTE - ZEITGENÖSSISCHE KUNST ERLEBEN IN MECKLENBURG-VORPOMMERN[68] im Oktober 2020 gab Künstlern ein Forum Werke der Zeit, auch der Coronazeit, auszustellen. Beispiel aus dem Atelier Haller/Gerner des Künstlervereins  KunstWasserWerk Schwerin e. V.[69]:

#### Niedersachsen
- Das Kreisarchiv Verden sammelt Tagebuchaufzeichnungen zur Corona-Krise.[70]

#### Nordrhein-Westfalen
- Das Kölnische Stadtmuseum sucht Fotos aus der Corona-Krise.[71]
- Das Stadtarchiv Neuss möchte die Corona-Zeit dokumentieren und bittet um Mithilfe.[72]
- Das Archiv im Rhein-Kreis Neuss sammelt Unterlagen über die Pandemie.[73]
- Die Archive im Kreis Siegen-Wittgenstein rufen zur Dokumentation der Corona-Pandemie.[74]
- Das LVR-Institut für Landeskunde und Regionalgeschichte des Landschaftsverbands Rheinland dokumentiert die Auswirkungen der Corona-Pandemie auf regionale Alltagskulturen im Rheinland.[75]
- Das Museum Bügeleisenhaus in Hattingen hat ein Corona-Archiv für Bilder, Videos und Texte eingerichtet.[76]
- Das Stadtarchiv Lemgo dokumentiert die Corona-Krise.[77]

#### Rheinland-Pfalz
- Das Haus der Stadtgeschichte in Bad Kreuznach sammelt Dokumente zum Corona-Alltag.[78][79]

#### Sachsen
- Das Stadtarchiv Chemnitz sammelt Erzählungen und Erfahrungen im Zusammenhang mit der Corona-Pandemie.[80]
- Das Universitätsarchiv der Technischen Universität Chemnitz beteiligt sich am coronarchiv.[81]

#### Schleswig-Holstein
- Der Kieler Filmemacher Gerald Grote[82] sammelt Filme, die während der Corona-Krise in Schleswig-Holstein entstanden sind. Daraus soll, unter dem Arbeitstitel „Fieberhaft“, eine Dokumentation entstehen.[83]

#### Thüringen
- Das Stadtmuseum Jena, das Stadtarchiv Gotha[84] und das Stadtarchiv Erfurt[85] sammeln Dokumente aus der Corona-Zeit.[86][87]
- Der Mitteldeutsche Rundfunk Thüringen hat eine Foto-Sammelaktion zum Corona-Alltag gestartet.[88]

### Österreich
- Das Wien Museum hat, bezogen auf die Stadt Wien, ein „Corona-Sammlungsprojekt“ gestartet.[89]
- Das Haus der Geschichte Österreich hat zum Sammeln "in Zeiten des Ausnahmezustands" aufgerufen.[90]
- Das Institute for Science and Technology Austria hat mit CoKoNet ein „Corona-Tagebuch“ als Citizen-Science-Projekt gestartet.[91]
- Das Technische Museum Wien sammelt Digitales und Technik im Ausnahmezustand der Corona-Krise.[92]
- Im Auftrag des Vorarlberg museum führt die Schriftstellerin Daniela Egger ein Corona-Tagebuch.[93]
- Das Stadtmuseum Nordico in Linz will die Zeit der Coronakrise in Bildern festhalten.[94][95]
- Das Museum Arbeitswelt Steyr sammelt insbesondere Dokumente zur Veränderung in der Arbeitswelt während der Corona-Krise.[96]
- Das Museum in der Fronfeste hat ein Corona-Sammlungsprojekt gestartet.[97]
- Das Stadtarchiv im Rollettmuseum ruft die Bevölkerung in Baden auf, Objekte zur Dokumentation der Corona-Krise aufzubewahren.[98]
- Das Grazmuseum startet den Sammlungsaufruf "Corona".[99]

Quelle für den ganzen Abschnitt:

### Schweiz
- Die Universität Bern, das Geschichtsfachportal Infoclio.ch, das Bernische Historische Museum, die Università della Svizzera italiana, das Schweizerische Sozialarchiv und das Schweizerische Bundesarchiv sammeln im digitalen Archiv "corona-memory.ch" Bilder, Texte, Videos und Posts von unterschiedlichen Social-Media-Kanälen zur Coronakrise in der Schweiz.[101][102]
- Das Schweizerische Sozialarchiv sammelt Vorschläge, Forderungen und Positionspapiere von Schweizer Parteien, Interessengruppen und Think-Tanks zur Coronakrise.[103]
- Das Historische Museum Luzern sammelt Fotos von Dingen aus dem Corona-Alltag.[104]
- Die Aargauer Zeitung berichtet in einem Dossier seit dem 20. März 2020 über den Corona-Alltag in der Region.[105]

### Luxemburg
- Das Luxembourg Centre for Contemporary and Digital History an der Universität Luxemburg hat die Online-Plattform #covidmemory eingerichtet.[106]

### Irland
- Das Heritage Centre der Royal College of Physicians of Ireland sammelt Erfahrungen von Ärzten, Pflegepersonal und anderen Berufsgruppen im Gesundheitssystem.[107]